# Сент Џејмс парк
Сент Џејмс парк (енгл. St James' Park) је фудбалски стадион у Њукаслу на којем игра Њукасл јунајтед. Стадион је изграђен 1892. године, што га чини најстаријим стадионом у североисточној Енглеској. По капацитету је трећи у Премијер лиги, и седми у Уједињеном Краљевству. Има четири трибине, а најватренији навијачи Њукасла, Тун Арми, се налазе на трибини Милбурн. Стадион се повремено користи и за утакмице енглеске репрезентације. На њему су одигране три утакмице Европског првенства 1996. године, а на Летњим олимпијским играма 2012. су такође одржане утакмице на овом стадиону.

## Међународне утакмице
| Датум              | Домаћин   | Резултат | Гост       | Такмичење                                |
| ------------------ | --------- | -------- | ---------- | ---------------------------------------- |
| 18. марта 1901.    | Енглеска  | 6-0      | Велс       | Британско првенство                      |
| 6. априла 1907.    | Енглеска  | 1-1      | Шкотска    | Британско првенство                      |
| 15. новембра 1933. | Енглеска  | 1-2      | Велс       | Британско првенство                      |
| 9. новембра 1938.  | Енглеска  | 4-0      | Норвешка   | Пријатељска                              |
| 10. јуна 1996.     | Румунија  | 0-1      | Француска  | Евро 1996.                               |
| 13. јуна 1996.     | Бугарска  | 1-0      | Румунија   | Евро 1996.                               |
| 18. јуна 1996.     | Француска | 3-1      | Бугарска   | Евро 1996.                               |
| 5. септембра 2001. | Енглеска  | 2-0      | Албанија   | Квалификације за Светско првенство 2002. |
| 18. августа 2004.  | Енглеска  | 3-0      | Украјина   | Пријатељска                              |
| 30. марта 2005.    | Енглеска  | 2-0      | Азербејџан | Квалификације за Светско првенство 2006. |